# Valeriana hirticalyx
Valeriana hirticalyx là một loài thực vật có hoa trong họ Kim ngân. Loài này được L.C. Chiu miêu tả khoa học đầu tiên năm 1979.